# Vugrovec Gornji
Vugrovec Gornji település Horvátországban, Zágráb főváros Szeszvete városnegyedében. Közigazgatásilag a fővároshoz tartozik.

## Fekvése
Zágráb városközpontjától légvonalban 12, közúton 19 km-re északkeletre, a Medvednica-hegység keleti részének déli lejtőin, a Vugrovec- és Goranec-patakok összefolyásánál fekszik.

## Története
A Vugrovec név eredetére két, jól ismert elmélet létezik. Mindkettő egyetért abban, hogy Vugrovec nevét az Ugrin névről kapta, de ennek eredete vitatott. Az egyik elmélet szerint az Ugrin magyar személynévből származik, míg a másik szerint Ugrin a régi horvát Kukar törzs zsupánja volt. Eszerint Ugrin egyike volt annak a tizenkét horvát nemesnek, akikkel 1102-ben Kálmán király megkötötte a szerződést a Magyar és a Horvát Királyság egyesítéséről. A település nevének első írásos említése praediumként Imre királynak egy 1201-ből származó oklevelében történt, melyben a zágrábi püspökség itteni „Ugra” nevű birtokát említi „predii Vgra” alakban. Ugrán a 13. században Timoteus zágrábi püspök várkastélyt építtetett, melynek várnagya egy bizonyos Paris nevű nemes volt. Róla kapta a nevét a település egyik része, mely a régi térképeken Paruševina, illetve Paruževina néven szerepel. 
Az első katonai felmérés térképén „Vugrovecz” néven található. Lipszky János 1808-ban Budán kiadott repertóriumában „Vugra vel. Vugrovecz” néven szerepel. Nagy Lajos 1829-ben kiadott művében „Vugrovecz” néven 14 házzal, 127 katolikus vallású lakossal találjuk.
Zágráb vármegye Zágrábi járásához tartozott. 1941 és 1945 között a Független Horvát Állam része volt, majd a szocialista Jugoszlávia fennhatósága alá került. 1991-től a független Horvátország része. 1991-ben lakosságának 97%-a horvát nemzetiségű volt. Ekkor Vugrovec települést hivatalosan is két részre, Donji és Gornji Vugrovecre választották szét. A településnek 2011-ben 357 lakosa volt.

## Népessége
| Lakosság változása | Lakosság változása | Lakosság változása | Lakosság változása | Lakosság változása | Lakosság változása | Lakosság változása | Lakosság változása | Lakosság változása | Lakosság változása | Lakosság változása | Lakosság változása | Lakosság változása | Lakosság változása | Lakosság változása | Lakosság változása |
| ------------------ | ------------------ | ------------------ | ------------------ | ------------------ | ------------------ | ------------------ | ------------------ | ------------------ | ------------------ | ------------------ | ------------------ | ------------------ | ------------------ | ------------------ | ------------------ |
| 1857               | 1869               | 1880               | 1890               | 1900               | 1910               | 1921               | 1931               | 1948               | 1953               | 1961               | 1971               | 1981               | 1991               | 2001               | 2011               |
| 0                  | 0                  | 0                  | 0                  | 0                  | 0                  | 0                  | 0                  | 0                  | 0                  | 0                  | 0                  | 0                  | 287                | 306                | 357                |

(1981-ig lakosságát Vugrovec néven a mai Vugrovec Donji településhez számították.)

## Nevezetességei
- Természetvédelmi terület a Nad Vugrovcem hegyi menedékház és környéke.[6] A ház a 18. században épült és eredetileg püspöki nyaraló, majd az itteni püspöki birtok intézői háza volt. 1951-ben hegyi menedékháznak rendezték be. Itt található az ország legrégibb tiszafája. A ház hétvégenként van nyitva, ekkor vendéglátási szolgáltatásokat is nyújt.[7]

- A Ružić-házat[8] 1892-ben Dr. Ivan Ružić építette a volt püspöki birtokon. A falazott ház félig földbe süllyesztett alagsorral rendelkezik. Eredetileg téglalap alaprajzú, földszintes ház volt, az emeletet az 1930-as évek végén építették rá. A nyaraló mellett fennmaradt a park egy része, a két téglából épült melléképülethez vezető ösvénnyel. A Ružić-ház a 19. század végéről származó vidéki nyaralóépületek ritka példája Sesvetski Prigorje területén.

- Medvednica déli lejtőin, a mai hegyi menedékház felett, egy hosszúkás és keskeny domb legmagasabb pontján, amely körülbelül 60 m-rel emelkedik a Vugrovec-patak fölé találhatók Ugra középkori várának maradványai. A domb legteteje, amely délkelet felől a legkönnyebben megközelíthető, valójában egy hosszúkás fennsík, amelynek közepén egy koncentrikus kettős védőárokkal és sáncokkal körülvett földes ovális fej emelkedik. A vár méretei 140 x 80 m. Épületmaradványokat, kő vagy tégla felszíni nyomait nem találták a helyszínen, ezért feltételezik, hogy a várat fából és földből építették. [9]

## Kultúra
A KUD „Dragutin Domjanić” Vugrovec kulturális és művészeti egyesületet 1969-ben alapították azzal a céllal, hogy a helyi fiatalok aktívan vegyenek részt kulturális és művészeti tevékenységekben, a népművészet fejlesztésében, a folklór és más régi szokások megőrzésében. Az egyesület Horvátország egész területén fellépett, 1973-ban munkájáért Önkormányzati Díjat kapott. Ezt követően számos kiváló eredményt ért el fesztiválokon és különböző fellépéseken odahaza és külföldön (Ausztria, Magyarország) egyaránt. Működésének csúcspontja az 1980-as évek végén volt, amikor fellépett a Zágrábi Televízió újévi műsorában. Az ismert körülmények miatt az egyesület 1990-ben megszűnt működni, és több kísérletet követően végül 2002 végén alakult újra. Jelenleg mintegy 160 aktív tagja van öt tánckari, két tamburazenekari és egy színjátszó csoportban. Az eredmények között mindenképpen meg kell említeni, hogy 2007-ben a zágrábi amatőr fesztiválon Branimir Milas „Međimuje” koreográfiájával előadott műsoruk a tíz legszebben előadott koreográfia közé került.

## Oktatás
Az iskola megőrzött emlékei szerint a vugroveci iskolát 1836-ban alapították, ezzel Prigorje egyik legrégebbi iskolája volt. A Vugrovec iskola első tanára az azonos nevű plébánia akkori papja, Martin Pečij volt. Antun Cuvaj „Horvátország és Szlavónia Királyságának oktatástörténeti anyagai a legkorábbi időktől a mai napig" című kiadványában (Zágráb, 1908.) ezt írja, hogy az 1846/1847-es iskolai tanévben Vugrovecen két alsós osztály volt, melyben 66 gyermek tanult. Az első iskolaépület 1855-ben épült a településen, de a Zágrábot és környékét sújtó 1880-as földrengés során súlyosan megsérült és le kellett bontani. Ezután új iskolaépületet emeltek Vugrovecen, amely ma is áll, de azóta többször felújításra került, és a helyi lakosok kulturális és egyéb társadalmi igényeinek kielégítésére szolgál. Ez a régi iskola 1962-ig működött, amikor új, hat klasszikus és két szaktanteremmel rendelkező iskolaépületet építettek. Az 1963. szeptember elsejei időponttól Szeszvete akkori városi közgyűlésének határozatával egy iskolát hoztak létre, amely Vugrovac, Prekvršje, Kašina és Planina Donja iskoláit foglalta magában, székhelye pedig Kašina lett. 1981-ben egy előregyártott elemekből épített tornatermet létesítettek a vugroveci iskola mellett. A 2005/2006-os tanévben az iskolát teljesen felújították és korszerűsítették, így ma ma nyolc klasszikus osztályteremmel és három szaktanteremmel rendelkezik. Az iskolában van egy modern könyvtár is olvasóteremmel, valamint étkező a tanulók számára. 